# Stefan Küng
Stefan Küng (født 16. november 1993) er en schweisisk bane- og landevejscykelrytter, der kører for Groupama-FDJ. Han er også statsborger i Liechtenstein.

## Resultater

### Tidslinje over Grand Tour generel klassification
| Grand Tour      | 2015 | 2016 | 2017 |
| --------------- | ---- | ---- | ---- |
| Giro d'Italia   | DNF  | 60   | —    |
| Tour de France  | —    | —    |      |
| Vuelta a España | —    | —    |      |

| —   | Deltog ikke      |
| DNF | Gennemførte ikke |